# Circonscription de Samire Dengolat
La circonscription de Samire Dengolat est une des 38 circonscriptions législatives de l'État fédéré du Tigré en Éthiopie, elle se situe dans la Zone sud-est. Son représentant actuel est Kasa Gugsa Mengesha.